# Marktplatz (Lutherstadt Wittenberg)

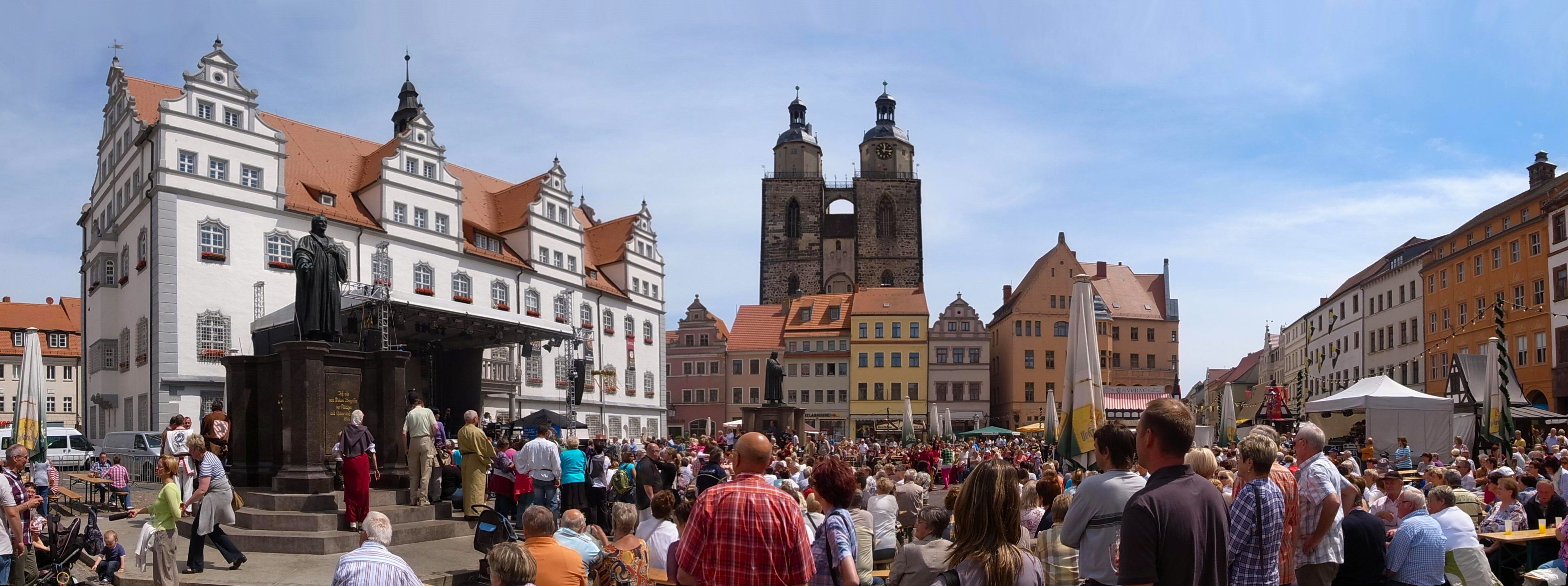
Marktplatz, Stadtfest Luthers Hochzeit

Der Marktplatz der Lutherstadt Wittenberg befindet sich im Zentrum der Wittenberger Altstadt.
An dem freizügig bemessenen Platz finden sich Bürgerhäuser, das Renaissancerathaus, die Denkmäler Martin Luthers und Philipp Melanchthons sowie der Marktbrunnen.

## Lutherdenkmal
Dem Reformator Martin Luther ein Denkmal zu setzen, beabsichtigte 1805 zunächst die „Vaterländisch-literarische Gesellschaft der Grafschaft Mansfeld“ in Mansfeld. Nach den Befreiungskriegen wünschte König Friedrich Wilhelm III. die Aufstellung in Wittenberg. 1817 konnte der Grundstein gelegt werden, die feierliche Enthüllung fand am 31. Oktober 1821 statt. Die Figur Luthers ist von Johann Gottfried Schadow 1805 entworfen worden. Karl Friedrich Schinkel entwarf den Sockel, der Baldachin geht zurück auf den preußischen Kronprinzen Friedrich Wilhelm IV. und wurde bei Repliken häufig weggelassen, da die gotischen Formen, die an das Mittelalter erinnern, als unpassend für den Reformator empfunden wurden.

## Denkmal Philipp Melanchthons
1858 erging der Auftrag, ein Denkmal zu Ehren von Philipp Melanchthons zu errichten, an Friedrich Drake. 1860 wurde der Grundstein des Denkmals gelegt, 1865 erfolgte die Einweihung. Den Baldachin entwarf Johann Heinrich Strack in Anlehnung an die schinkelsche Gestaltung. Barhäuptig und im Talar wie Luther steht Melanchthon, in der rechten Hand die Rolle des Augsburgschen Glaubensbekenntnisses. Nach Reparaturen 1948 und 1967 wurden beide Baldachine 2010–13 originalgetreu restauriert.